# Massiel
Massiel, pseudonimo di María de los Ángeles Santamaría Espinosa (Madrid, 2 agosto 1947), è una cantante spagnola.

## Biografia
Nel 1967 ebbe un grande successo in Spagna e nel Sudamerica con la canzone Rosas en el mar, scritta da Luis Eduardo Aute.
In Europa divenne improvvisamente famosa quando vinse l'Eurovision Song Contest 1968 con la canzone "La, la, la" scritta dal Dúo Dinámico, battendo, a sorpresa, il cantante inglese Cliff Richard. In principio la canzone doveva essere cantata da Joan Manuel Serrat che però si rifiutò di cantare la canzone in spagnolo anziché catalano, Massiel fu così scelta all'ultimo momento e, pur avendo poco tempo per preparare la sua interpretazione, vinse la manifestazione.
Da quel momento la carriera di Massiel decollò; oltre ad essere cantante apparve in alcune serie televisive sulla TVE, fu attrice di cinema e di teatro (da Brecht a Shakespeare).
Tra i suoi più grandi successi si possono ricordare "Rufo el pescador" che vinse il premio della critica al Festival de la Canción de Mallorca nel 1966, "Rosas en el mar" e "Aleluya nº1" , "La, la, la" con cui vinse l'Eurofestival, "Deja la flor", "Lady veneno", "Mirlos, molinos y sol", "María de los Guardias", "Eres", "Acordeón", "El amor", etc... In tutta la sua carriera ha inciso più di 50 dischi che spaziano dalle canzoni di protesta, alle canzoni pop fino a quelle ispirate a Brecht.
Nel 2006 decide di ritirarsi a vita privata ma questo non le impedisce di partecipare a diverse manifestazioni celebrative oppure a collaborare con altri cantanti.
Nel 2008 a seguito di alcune dichiarazioni del giornalista José María Íñigo in un documentario dedicato al 1968 iniziarono a circolare voci secondo le quali la vittoria all'Eurofestival era stata comprata dal regime dittatoriale franchista per dare all'Europa una visione positiva del paese. Il giornalista però smentì questa versione dei fatti e lo stesso fece la cantante.